# Emanuele Filiberto di Savoia (1972)

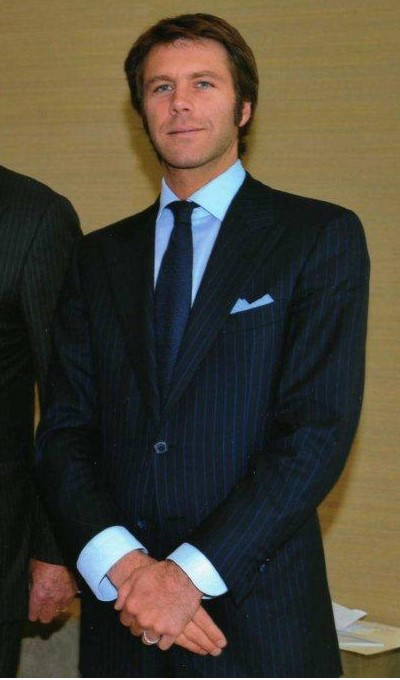
Emanuele Filiberto di Savoia

Emanuele Filiberto Umberto Reza Ciro René Maria di Savoia (* 22. Juni 1972 in Genf) ist der Sohn von Viktor Emanuel von Savoyen und Marina Ricolfi Doria sowie ältester Enkel des letzten italienischen Königs Umberto II.

## Leben
Wie für alle männlichen Nachkommen des Königshauses Savoyen war ihm die Einreise nach Italien lange Zeit verboten. Dieses Verbot wurde durch eine Verfassungsänderung vom 23. Oktober 2002 aufgehoben, die am 10. November 2002 in Kraft trat, nachdem Emanuele Filiberto und sein Vater auf alle Thronansprüche verzichtet und sich zur Republik bekannt hatten. Der in Genf als Schweizer (mit Bürgerort Cologny) geborene Emanuele Filiberto di Savoia erhielt am 22. November 2002 vom italienischen Konsulat in Genf den italienischen Pass und ist seither italienisch-schweizerischer Doppelbürger. Im selben Jahr veröffentlichte er seine Memoiren Sognando l’Italia, in denen er über sein Leben im Exil berichtet.
Am 25. September 2003 heiratete Emanuele Filiberto in Rom die französische Schauspielerin Clotilde Courau, mit der er zwei Töchter hat, Vittoria di Savoia (vollständiger Name Vittoria Cristina Adelaide Chiara Maria), die in Genf am 28. Dezember 2003 geboren wurde und Luisa di Savoia (vollständiger Name Luisa Giovanna Agata Gavina Bianca Maria), die in Genf am 16. August 2006 zur Welt kam.
Seit seiner Rückkehr nach Italien versucht sich Emanuele Filiberto mit verschiedenen Tätigkeiten, so unter anderem als Darsteller in Werbespots, Vermarktung einer eigenen Herrenkollektion und ab Januar 2009 mit der Teilnahme an der fünften Staffel der Unterhaltungsshow Ballando con le stelle, der italienischen Version von Strictly Come Dancing, als deren Sieger er am 21. März 2009 zusammen mit Natalia Titova hervorging.
Im November 2007 haben er und sein Vater Viktor Emanuel von Savoyen mit seinem Cousin Marco von Savoyen offiziell eine Schadensersatzklage in der Höhe von 260 Mio. Euro gegen den italienischen Staat angekündigt und die Rückerstattung sämtlicher bei der Gründung der Italienischen Republik beschlagnahmten Vermögenswerte gefordert. Begründet wird die Schadenersatzklage mit der Wiedergutmachung für das moralische Unrecht, das seinem Vater Viktor Emanuel und ihm während des Exils angetan worden sei. Die italienische Regierung erklärte in einer Stellungnahme, dass nicht nur der italienische Staat dem Haus Savoyen nichts schuldig sei, sondern im Gegenteil, sich der italienische Staat selber die Einreichung einer Schadenersatzklage gegen das Haus Savoyen, wegen dessen gravierenden Verantwortungen während des Faschismus, vorbehalte. Die Forderung, von der sich die restlichen Mitglieder des Hauses Savoyen distanzierten, stieß auf heftige Kritik.

## Dynastische Stellung
Emanuele Filiberto bezeichnet sich mit dem Titel Fürst von Piemont und Venetien, der jedoch laut italienischer Verfassung nicht anerkannt ist. Bis 2006 war er der designierte Nachfolger seines Vaters Viktor Emanuel als Oberhaupt des Hauses Savoyen. Nachdem Viktor Emanuel im Juni 2006 im Zusammenhang mit Ermittlungen der Staatsanwaltschaft von Potenza wegen Korruption, Fälschung und Ausbeutung von Prostituierten festgenommen worden war, wurde er vom „Rat der Senatoren des Königreichs“ (Consulta dei senatori del Regno), einem 1955 von seinem Vater, Ex-König Umberto, eingesetzten Gremium von ursprünglich ca. 160 früheren Senatoren, das über die Thronprätendentschaft sowie die Ehre des Hauses Savoyen wachen soll, als Oberhaupt des Hauses abgesetzt und durch seinen Cousin 3. Grades Amadeus von Savoyen, Herzog von Aosta, ersetzt, der als neuer „Chef des Hauses Savoyen“ den Titel Herzog von Savoyen annahm. Da kein gerichtlicher Schuldspruch vorlag (das Ermittlungsverfahren wurde später eingestellt), wurde als offizielle Begründung Viktor Emanuels nicht ebenbürtige Heirat genannt, die gegen das Hausgesetz verstieß. Danach wäre auch der aus dieser Ehe hervorgegangene Sohn von der „Thronfolge“ ausgeschlossen. Viktor Emanuels Schwestern Maria Pia, Maria Gabriella und Maria Beatrice schlossen sich der „Absetzung“ ihres Bruders an. Dieser erkannte aber den Beschluss nicht an, erklärte das Hausgesetz für geändert und setzte einen neuen Rat der Senatoren ein. Seither ist die Stellung eines Haus-Chefs sowie Thronprätendenten zwischen den beiden Familienlinien streitig; auf Amadeus folgte nach dessen Tod 2021 sein Sohn Aimone Umberto (* 1967). Da Emanuele Filiberto keinen Sohn hat, ernannte er seine Tochter Vittoria zu seiner Nachfolgerin und wich damit erstmals vom Salischen Erbrecht ab.

## Politik
Bei den im April 2008 durchgeführten vorgezogenen italienischen Parlamentswahlen trat Emanuele Filiberto im Auslandwahlkreis mit einer eigenen Liste namens Valori e Futuro (deutsch „Werte und Zukunft“) an. Die Liste umfasste neben ihm als Parteipräsidenten weitere 10 Parteimitglieder. Unter diesen befand sich auch Lucio Barresi, PR-Verantwortlicher des Spielcasinos von Campione d’Italia, der im in Italien als Vallettopoli bekannten Erpressungsskandal um junge Showgirls verwickelt war. Dem engeren Mitarbeiterstab von Emanuele Filibertos Bewegung gehörte als Partei-Koordinator zudem Enrico Giuliano an. Gegen diesen eröffnete die Staatsanwaltschaft in Rom ein Verfahren wegen Verdacht auf Steuerhinterziehung und Betrug.
Die von Emanuele Filiberto gegründete Bewegung Valori e Futuro geriet bereits im Oktober 2007 in die Schlagzeilen, als der von ihm als Vizepräsident von Valori e Futuro eingesetzte und mit ihm befreundete Mariano Turrisi wegen Mitgliedschaft zur Mafia verhaftet wurde.
Von den weltweit 1.013.086 von Auslanditalienern abgegebenen gültigen Stimmen erhielt die Liste Valori e Futuro als letzte nur 4.457, was einem Wähleranteil von 0,44 % entspricht. Emanuele Filiberto selber bekam hierbei lediglich 1.811 Stimmen. In Italien stellte sich Emanuele Filiberto nicht zur Wahl.
Ein weiterer Versuch, in ein politisches Amt gewählt zu werden, scheiterte anlässlich der Europawahl 2009, bei der Emanuele Filiberto für die Unione di Centro im Wahlkreis Nord-West kandidierte und 22.242 der dort 9.117.021 abgegebenen Stimmen erhielt.

## Werke
- Emanuele Filiberto di Savoia: Sognando l'Italia. Gremese Editore, Rom 2002, ISBN 88-8440-190-9 (italienisch)